# Cestraeus
Cestraeus es un género de peces mugiliformes de la familia Mugilidae.

## Especies
Se reconocen las siguientes especies:
- Cestraeus goldiei (Macleay, 1883)
- Cestraeus oxyrhyncus Valenciennes, 1836
- Cestraeus plicatilis Valenciennes, 1836